# (7446) Hadrianus
(7446) Hadrianus (2249 T-2) – planetoida z pasa głównego asteroid okrążająca Słońce w ciągu 5,51 lat w średniej odległości 3,12 j.a. Odkryta 29 września 1973 roku.